# Can Serra (Sant Joan de Montdarn)
Can Serra és una masia de Sant Joan de Montdarn, al municipi de Viver i Serrateix (Berguedà) inclosa en l'Inventari del Patrimoni Arquitectònic de Catalunya.

## Descripció
Masia orientada a l'est del tipus I segons la classificació de J. Danés. Consta de tres plantes i és coberta a dues vessants amb el carener paral·lel a la façana principal. Els murs són de pedra i tàpia, amb els angles reforçats per carreus de mida gran i ben tallats, i les obertures consten de llinda, brancals i ampits fets amb blocs de pedra. La porta és d'arc rebaixat i adovellat. La casa té una construcció annexa posterior.

## Història
Sobre la porta hi ha la data de 1783.